# Nova Scotia Historical Society
Nova Scotia Historical Society – kanadyjskie towarzystwo historyczne założone w 1878 w Nowej Szkocji, w ramach którego prowadzone są badania dziejów tej prowincji.